# 野いちご (映画)
『野いちご』（スウェーデン語: Smultronstället、英語: Wild Strawberries）は、1957年製作のスウェーデン映画。イングマール・ベルイマン監督作品。名誉学位の授与式に向かう老教授の一日を、彼の悪夢や空想、追憶などの心象風景を交えて描写した作品。スウェーデン語の「Smultronstället」は、「野いちごのある場所」で、同時に「一人になって静けさの中で幸せを感じられる秘密の場所」の意味でもある。

## 概要
『夏の夜は三たび微笑む』、『第七の封印』の成功で国際的な名声を得たベルイマンが、映画製作会社から全面的なバックアップを得て製作した作品である。人間の「死」や「老い」、「家族」などの普遍的なテーマを扱った本作品は広く共感を呼び、ベルイマンの代表作として高く評価されている。
ベルイマンは映画の主人公の老教授役に、スウェーデン映画界の巨匠ヴィクトル・シェストレムを起用した。シェストレムのような大物を起用することが出来たのも、上述の映画製作会社の上層部がシェストレムを説得したおかげであった。撮影時には多くの困難があったものの、映画の完成後シェストレムの演技は広く賞賛された。シェストレムは本作品でベルリン国際映画祭国際批評家連盟賞とナショナル・ボード・オブ・レビュー賞主演男優賞を受賞した。シェストレムは映画公開後の1960年に亡くなっており、彼にとって本作品が最後の映画出演になった。
本作品は公開と同時に全世界で批評家の絶賛を浴びた。第8回ベルリン国際映画祭金熊賞、ゴールデングローブ賞外国語映画賞、ナショナル・ボード・オブ・レビュー賞外国語映画賞など多くの映画賞を受賞、ベルイマンに更なる名声を齎した。日本でも本作品の人気は高く、1962年度のキネマ旬報外国語映画ベスト・テン第1位に選出された。

## ストーリー
医学の研究に生涯を捧げ、その長年の功績を認められ名誉学位を受けることになった老教授イサク。その授与式は栄光に満ちた日になるはずだったが、前夜に自身の死を暗示する悪夢を見たためか、彼の心は晴れない。イサクは授与式当日に当初の予定を変更して、現在の住まいであるストックホルムから式の行われるルンドまで車で向かおうとする。そんな彼に、義理の娘であるマリアンヌも同行を願い出る。
半日程度の小旅行はイサクにとって、これまでの自分の人生を顧みるまたとない機会となった。青年時代に婚約者を弟に奪われたこと、妻がイサクの無関心に耐えられず不貞を働いたことなどを思い出し煩悶するイサク。そしてマリアンヌに、イサクの息子エヴァルドと彼女の間に子供が居ないのは、イサクを見て育ったエヴァルドが家庭というものに絶望しているからだと告げられる。研究者としての輝かしい名声とは裏腹に、イサクの人生は空虚なものだった。
また、イサクはルンドへ向かう途中様々な人物に出会う。奔放なヒッチハイカーの少女とその二人のボーイフレンド、不毛な夫婦喧嘩を繰り返す男女、引越していったイサクを今でも慕うガソリンスタンドの店主とその妻、そしてイサクの老いた母親。彼らとの出会いと過去への後悔が、徐々にイサクを変えていく。
無事に授与式を終えたイサクはその夜、エヴァルドと家族のことについて誠実に話し合う。寝室の外では昼間に出会ったヒッチハイカーたちが、イサクの栄誉を心から祝福していた。満ち足りた気持ちで眠りにつくイサク。彼が見る夢は前夜の悪夢と違い、不思議な充足感を伴うものだった。

## キャスト
- ヴィクトル・シェストレム：イサク教授
- ビビ・アンデショーン：サーラ（回想シーンの婚約者と現代のヒッチハイカーの一人二役）
- イングリッド・チューリン：マリアンヌ
- グンナール・ビョルンストランド：エヴァルド
- マックス・フォン・シドー：ヘンリク・アケルマン
- グンネル・リンドブロム：シャルロッタ

## トリビア
- 本作品の脚本は、ベルイマンが入院中に書き上げたものである。当時ベルイマンは女性問題や両親との確執など多くの私生活でのトラブルを抱えており、そのことが作品のテーマに影響したと映画評論家のピーター・コーウィーは指摘している[3]。

- 主演のヴィクトル・シェストレムは当時78歳と高齢で健康に優れず、撮影中に台詞を忘れることもしばしばだったという。撮影監督のグンナール・フィッシェルによれば、幾つかのシーンはシェストレムの健康のために屋内での撮影に変更された程であった[2]。